# Wu Jingbiao
Wu Jingbiao (吴景彪S, Wú JǐngbiāoP, 吳景彪T; Changle, 10 gennaio 1989) è un sollevatore cinese, vincitore della medaglia d'argento olimpica a Londra 2012 nella categoria fino a 56 kg.

## Palmarès
- Giochi olimpici

2012 - Londra: argento nella categoria fino a 56 kg.
- Campionati mondiali di sollevamento pesi

2009 - Goyang: argento nella categoria fino a 56 kg.
2010 - Antalya: oro nella categoria fino a 56 kg.
2011 - Parigi: oro nella categoria fino a 56 kg.
2015 - Houston: argento nella categoria fino a 56 kg.
- Giochi asiatici

2010 - Guangzhou: oro nella categoria fino a 56 kg.
2014 - Incheon: bronzo nella categoria fino a 56 kg.
- Campionati asiatici

2008 - Kanazawa: argento nella categoria fino a 56 kg.
2011 - Tongling: oro nella categoria fino a 56 kg.